# 21638 Nicjachowski
21638 Nicjachowski este un asteroid din centura principală de asteroizi.

## Descriere
21638 Nicjachowski este un asteroid din centura principală de asteroizi. A fost descoperit pe 14 iulie 1999 la Socorro, New Mexico, în cadrul proiectului LINEAR. Asteroidul prezintă o orbită caracterizată de o semiaxă mare de 2,31 ua, o excentricitate de 0,19 și o înclinație de 1,8° în raport cu ecliptica.